# دوندار بن سليمان شاه
دوندار بن سليمان شاه (بالتركية: Dündar Bey)‏ الابن الأصغر لسليمان شاه وأخ أرطغرل غازى وعم عثمان الأول مؤسس الدولة العثمانية.

## صراعه مع عثمان الأول
بدأ الصراع بين عثمان الأول وعمه دوندار على العرش، إذ اعتبرت بعض سادة قبيلة الكايي أن دوندار أحق بالإمارة من ابن أخيه، فيما دعم المحاربون عثمان في المعركة بين الطرفين. عندما قرر عثمان مهاجمة جزيرة يونانية صغيرة، تمرد عمه دوندار لأنه كان يعتقد أنه سيكون سببًا في تدمير القبيلة، كان هذا سببًا لإخرج عثمان سيفه وقتل دوندار بسبب تمرده.